# لويس كامبل
لويس كامبل (بالإنجليزية: Louis Campbell)‏ مواليد 1 أبريل 1979 في نيوجيرسي، هو لاعب كرة سلة أمريكي. بدأ مسيرته الاحترافية في سنة 2002. يلعب مع باريس لوفالوا في الدوري الفرنسي لكرة السلة الدرجة الأولى كلاعب هجوم خلفي. يحمل الرقم 13.

## المسيرة الاحترافية
لعب مع غيسن فورتي سيكسرز من سنة 2004 إلى 2006، ثم لعب مع تويوتا ألفارك طوكيو من سنة 2006 إلى 2009، ثم لعب مع إسبارن بريمرهافن في الدوري الألماني في موسم 2009–2010، ثم لعب مع إي دبليو إي باسكتس أولدنبورغ في موسم 2010–2011، ثم لعب مع تايغرز توبينغن في الدوري الألماني في موسم 2011–2012، ثم لعب مع ستراسبورغ أي جي في الدوري الفرنسي من سنة 2012 إلى 2016، ثم لعب مع باريس لوفالوا في سنة 2016.

## روابط خارجية
- لويس كامبل على موقع الدوري الأوروبي لكرة السلة (الإنجليزية)
- لويس كامبل على موقع كرة السلة الأوروبية.كوم (الإنجليزية)
- لويس كامبل على موقع كلية كرة السلة في سبورتس رفرنس.كوم (الإنجليزية)
- لويس كامبل على موقع ريلجم (الإنجليزية)
- لويس كامبل على موقع بروبوليرز (الإنجليزية)
- لويس كامبل على موقع سبورتس رفرنس (الإنجليزية)